# Малка мускусна костенурка
Малка мускусна костенурка (Sternotherus minor) е вид костенурка от семейство Тинести костенурки (Kinosternidae). Видът не е застрашен от изчезване.

## Разпространение
Разпространен е в САЩ (Алабама, Вирджиния, Джорджия, Мисисипи, Северна Каролина, Тенеси и Флорида).

## Описание
Продължителността им на живот е около 23,9 години.